# Талалей
Свети мъченик Талалей е християнски мъченик и светец. Българска православна църква чества паметта на св. мъченик Талалей на 20 май.

## Житие
Роден е в Ливан, вероятно около 268 г. Имената на родителите му са Верукий и Ромилия. По занятие е лекар.
Когато е на 18 години е осъден да му бъдат продупчени със свредел коленете и така да бъде провесен на дърво, завързан за провряно през дупките въже. Палачите Александър и Астерий вместо с него правят това с една дъска, което се възприема от съдията като подигравка с присъдата му и те са измъчвани, а после и обезглавени, след като започват подобно на самия Талалей да славят Христос. Според житието на светеца, това всъщност става под въздействие на невидима Божия сила. Също и самият съдия е възпрепятстван да изпълни решението си, парализира се и става нужда Талалей да измоли прошка за него от Господ. Без да се съобразява с това, съдията държи да го убие и затова се опитва първо да го удави, а после – да го обрече на разкъсване от зверовете в цирка, но без успех. Накрая Талалей е обезглавен (посечен с меч), през 284 г.